# لكمة النار
لكمة النار (بالإنجليزية: Fire Punch) هي سلسلة مانغا يابانية من تأليف تاتسوكي فوجيموتو نشرت على موقع شونن جامب+ في أبريل 2016 حتى يناير 2018 وتم جمعها في 8 تانكوبون.